# 神尾美沙
神尾 美沙（かみお　みさ、1989年1月24日 - ）は、日本の女性ファッションモデルである。東京都出身で株式会社ECP所属。
東洋高等学校→成城大学社会イノベーション学部卒業。

## 来歴
- 高校時代からモデル活動を始め、その後『Ray』に読者モデルとして登場する。
- 2008年、ミス成城大学2008にエントリー[2]されるが、受賞はならなかった。
- 2010年にはバラエティ番組『恋のから騒ぎ』に17期生として出演。同番組最後の説教部屋行きとなった。
- 東京都PR大使として上海のイベントにも出演した。

## 人物
- 特技は、すぐに人と仲良くなれるところ。
- 愛読書は伊坂幸太郎さんの本。
- 弟が1人いる[3]。
- 高校の同級生に体操競技選手の内村航平[4]、大学の同級生にウェザーニューズ『おは天』キャスターの澤田南[5]、TBSアナウンサーの吉田明世がいる。また、お笑いコンビ『門出ピーチクパーチク』のAKI[6]は大学の1年後輩にあたる[7]。

## 活動内容

### TV
- 『アナCAN』（TBSテレビ）
- 『Take Me Out』（TBSテレビ）
- 『DOORS』（TBSテレビ）
- 『恋のから騒ぎ』(17期生)（日本テレビ）
- 『ドクモカフェTV』（東京メトロポリタンテレビジョン）
- 『しか〜も!!』（日本テレビ）
- 『読モ!』（日本テレビ）
- 『お願い!ランキング』（テレビ朝日）
- 『グータンヌーボ』（フジテレビ）
- 『嵐にしやがれ』（日本テレビ）ほか

### 雑誌
- 『Ray』（主婦の友社）

### PV
- chay『君たちキウイ・パパイア・マンゴーだね。』（2012年） - 佐々木希とも共演[8]